# 2040
Rok 2040 (MMXL) gregoriánského kalendáře začne v neděli 1. ledna a skončí v pondělí 31. prosince. Bude rokem přestupným.

## Předpokládané a naplánované události
- 11. května – částečné zatmění Slunce.

- 4. listopadu – částečné zatmění Slunce.

- Smlouva o Antarktidě bude přezkoumána
- 8. září – seřazené planety do jedné řady